# إميليو آلفاريز
إميليو والتر آلفاريز (بالإسبانية: Emilio Walter Álvarez)‏ (مواليد 10 فبراير 1939) هو لاعب كرة قدم. يلعب مع منتخب الأوروغواي لكرة القدم. سبق له أن لعب في كأس العالم لكرة القدم مع منتخب بلاده.

## روابط خارجية
- اميليو ألفاريز على موقع الاتحاد الدولي (مؤرشف)  (الإنجليزية)
- اميليو ألفاريز على موقع قاعدة بيانات كرة القدم.إي يو (الإنجليزية)
- اميليو ألفاريز على موقع ناشيونال فوتبول تيمز (الإنجليزية)
- اميليو ألفاريز على موقع Soccerway.com (الإنجليزية)